# 键级

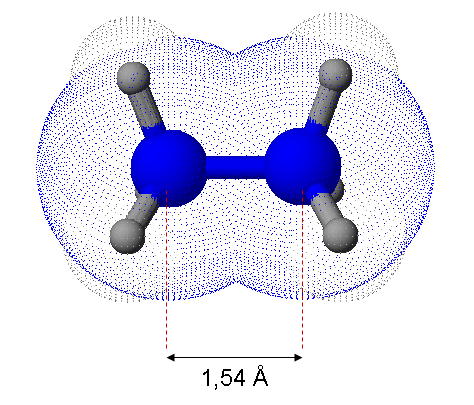
两个碳原子之间的sp3成键

键级，也称为键序，为成键轨道中的电子数与反键轨道中的电子数之差的一半。
其數學式可表示为：
{\displaystyle b={\frac {n-n'}{2}}}
其中：
- {\displaystyle b}為鍵级（bond order）
- {\displaystyle n}為成鍵軌道（bonding orbital）中的電子數目
- {\displaystyle n'}為反鍵軌道（antibonding orbital）中的電子數目

例如：
- H2、HF的键序是1；
- O3的键序是1.5；
- O2的键序是2；
- N2、CO的键序是3。

少數的過渡金屬可產生鍵序為4（四重鍵）、5（五重鍵）、6（六重鍵）的化合物，但相當少見。 　

## 特点
對於键級小於4的大多數分子而言，键級越大，分子越稳定。键級等于零时，说明分子能量与形成分子的原子系统的能量相同，即净成键作用没有发生，因此无法形成分子。